# Eleições estaduais no Paraná em 1974
As eleições estaduais no Paraná em 1974 ocorreram em duas fases conforme o Ato Institucional Número Três e assim a eleição indireta do governador Jayme Canet e do vice-governador Otávio Cesário Júnior foi em 3 de outubro e a escolha do senador Leite Chaves, 30 deputados federais e 54 estaduais aconteceu em 15 de novembro sob um ritual aplicado aos 22 estados e aos territórios federais do Amapá, Rondônia e Roraima. Naquela ocasião os paranaenses residentes no Distrito Federal escolheram seus representantes no Congresso Nacional por força da Lei n.º 6.091 de 15 de agosto de 1974.
Paulista de Ourinhos, o governador Jayme Canet mudou-se para o Paraná com um ano de idade e aos dezoito estava à frente de uma fazenda em Bela Vista do Paraíso onde foi cafeicultor e mesmo não concluindo o curso de Engenharia Civil firmou-se como empresário. Ligado a Ney Braga foi nomeado por ele presidente da Empresa de Café do Paraná representando o estado junto ao Instituto Brasileiro do Café (IBC). Filiado à ARENA foi presidente do Banco do Estado do Paraná no governo Paulo Pimentel sendo demitido a seguir. Dedicado à exportação de café e à criação de gado nelore foi membro do conselho de administração do Banco Bamerindus e manteve-se longe da política até ser eleito vice-governador do Paraná em 10 de agosto de 1973 ao lado de Emílio Gomes num pleito extemporâneo convocado após a renúncia de Haroldo Leon Peres em 23 de novembro de 1971 e a morte de Parigot de Sousa. Graças ao apoio de Ney Braga foi escolhido governador pelo presidente Ernesto Geisel em 1974.
Seu companheiro de chapa foi Otávio Cesário Júnior, que exercia o mandato de senador como suplente de Ney Braga quando este foi ministro da Educação e em 1974 foi eleito vice-governador.
Para senador a vitória foi do advogado paraibano Leite Chaves. Nascido em Itaporanga ele foi presidente do Sindicato dos Bancários da Paraíba na condição de funcionário do Banco do Brasil. Aluno da Universidade Federal da Paraíba graduou-se em 1956 após transferência para a Universidade Federal do Rio de Janeiro. Radicado em Londrina ele fez sua estreia como político pelo MDB ao vencer o ex-governador João Mansur pelo mandato de senador em 1974.

## Resultado da eleição para governador
Eleição realizada pela Assembleia Legislativa do Paraná na qual apenas a bancada da ARENA participou.
| Candidatos a governador do estado | Candidatos a vice-governador | Número | Coligação             | Votação | Percentual |
| --------------------------------- | ---------------------------- | ------ | --------------------- | ------- | ---------- |
| Jayme Canet ARENA                 | Otávio Cesário Júnior ARENA  | -      | ARENA (sem coligação) | 38      | 100%       |

## Resultado da eleição para senador
Dados fornecidos pelo Tribunal Superior Eleitoral apontam 1.794.185 votos nominais (84,27%), 200.719 votos em branco (9,43%) e 134.221 votos nulos (6,30%) resultando no comparecimento de 2.129.125 eleitores.
| Candidatos a senador da República | Primeiro suplente de senador | Número | Coligação             | Votação   | Percentual |
| --------------------------------- | ---------------------------- | ------ | --------------------- | --------- | ---------- |
| Leite Chaves MDB                  | Euclides Scalco MDB          | -      | MDB (sem coligação)   | 1.090.831 | 60,80%     |
| João Mansur ARENA                 | Francisco Borsari Neto ARENA | -      | ARENA (sem coligação) | 703.351   | 39,20%     |

## Deputados federais eleitos
São relacionados os candidatos eleitos com informações complementares da Câmara dos Deputados.

Representação eleita
  ARENA: 15
  MDB: 15

| Deputados federais eleitos | Partido | Votação | Percentual | Cidade onde nasceu  | Unidade federativa |
| Álvaro Dias                | MDB     | 175.434 |            | Quatá               | São Paulo          |
| Antonio Belinati           | MDB     | 150.698 |            | Campo Grande        | Mato Grosso do Sul |
| Arnaldo Busato             | ARENA   | 95.308  |            | Jaú                 | São Paulo          |
| Alencar Furtado            | MDB     | 86.413  |            | Araripe             | Ceará              |
| Norton Macedo              | ARENA   | 85.987  |            | Curitiba            | Paraná             |
| Sebastião Rodrigues Júnior | MDB     | 73.443  |            | Juiz de Fora        | Minas Gerais       |
| Paulo Marques              | MDB     | 50.078  |            | Florianópolis       | Santa Catarina     |
| Nelson Maculan             | MDB     | 49.279  |            | Santana de Parnaíba | São Paulo          |
| Fernando Gama              | MDB     | 48.337  |            | Rio de Janeiro      | Rio de Janeiro     |
| Santos Filho               | ARENA   | 47.607  |            | Bandeirantes        | Paraná             |
| Ítalo Conti                | ARENA   | 45.897  |            | Mallet              | Paraná             |
| Antônio Annibelli          | MDB     | 45.555  |            | Clevelândia         | Paraná             |
| Antônio Ueno               | ARENA   | 40.281  |            | Cambará             | Paraná             |
| Alípio de Carvalho         | ARENA   | 39.249  |            | Carolina            | Maranhão           |
| Walber Guimarães           | MDB     | 35.281  |            | Colinas             | Maranhão           |
| Hermes Macedo              | ARENA   | 33.203  |            | Rio Pardo           | Rio Grande do Sul  |
| Túlio Vargas               | ARENA   | 33.059  |            | Piraí do Sul        | Paraná             |
| Braga Ramos                | ARENA   | 31.776  |            | Teixeira Soares     | Paraná             |
| Cleverson Teixeira         | ARENA   | 28.983  |            | Paranaguá           | Paraná             |
| Agostinho Rodrigues        | ARENA   | 28.433  |            | Curitiba            | Paraná             |
| João Vargas                | ARENA   | 26.818  |            | Ponta Grossa        | Paraná             |
| Igo Losso                  | ARENA   | 26.485  |            | Irati               | Paraná             |
| Gomes do Amaral            | MDB     | 26.395  |            | Taquarituba         | São Paulo          |
| Olivir Gabardo             | MDB     | 24.632  |            | União da Vitória    | Paraná             |
| Adriano Valente            | ARENA   | 24.036  |            | São Paulo           | São Paulo          |
| Minoro Miyamoto            | ARENA   | 23.995  |            | Promissão           | São Paulo          |
| Pedro Lauro                | MDB     | 6.119   |            | Mallet              | Paraná             |
| Osvaldo Buskei             | MDB     | 4.058   |            | Três Barras         | Santa Catarina     |
| Gamaliel Galvão            | MDB     | 3.060   |            | São Luís            | Maranhão           |
| Expedito Zanotti           | MDB     | 2.673   |            | São Roque           | São Paulo          |

## Deputados estaduais eleitos
Na disputa pelas 54 cadeiras da Assembleia Legislativa do Paraná a ARENA superou o MDB por 29 a 25.

Representação eleita
  ARENA: 29
  MDB: 25

Fonteː
| Deputados estaduais eleitos               | Partido | Votação | Percentual | Cidade onde nasceu | Unidade federativa |
| Enéas Faria                               | MDB     | 86.595  |            | Curitiba           | Paraná             |
| Osvaldo Macedo                            | MDB     | 59.912  |            | Sertanópolis       | Paraná             |
| Maurício Fruet                            | MDB     | 51.603  |            | Curitiba           | Paraná             |
| Fabiano Braga Cortes                      | ARENA   | 34.370  |            | Lapa               | Paraná             |
| Ivo Thomazoni                             | ARENA   | 32.920  |            | Joaçaba            | Santa Catarina     |
| José Antônio Del Ciel                     | MDB     | 32.256  |            | Londrina           | Paraná             |
| Deni Schwartz                             | MDB     | 31.281  |            | União da Vitória   | Paraná             |
| Francisco Escorsin                        | ARENA   | 26.551  |            | Jaguariaíva        | Paraná             |
| Luiz Alberto de Oliveira                  | ARENA   | 25.730  |            | Clevelândia        | Paraná             |
| Luiz Carlos Stanislawczuk                 | MDB     | 25.730  |            | Ponta Grossa       | Paraná             |
| Luiz Roberto Nogueira Soares              | ARENA   | 25.491  |            | Porto União        | Santa Catarina     |
| Gabriel Manoel                            | ARENA   | 25.033  |            | Paranaguá          | Paraná             |
| Ernesto Dall'Oglio                        | MDB     | 24.700  |            | Veranópolis        | Rio Grande do Sul  |
| Wilson Figueiredo Fortes                  | ARENA   | 23.822  |            | Jacarezinho        | Paraná             |
| José Domingos Scarpelini                  | MDB     | 23.368  |            | Apucarana          | Paraná             |
| Nelson Buffara                            | MDB     | 23.240  |            | Curitiba           | Paraná             |
| Artagão de Mattos Leão Filho              | ARENA   | 22.544  |            | Ponta Grossa       | Paraná             |
| José Lázaro Dumont                        | ARENA   | 22.355  |            | Capanema           | Paraná             |
| Nilso Sguarezi                            | MDB     | 21.965  |            | Lagoa Vermelha     | Rio Grande do Sul  |
| Fidelcino Tolentino                       | MDB     | 21.922  |            | Quitandinha        | Paraná             |
| Waldenício Barbalho                       | MDB     | 21.874  |            | Realeza            | Paraná             |
| Domício Scaramella                        | MDB     | 20.725  |            | União da Vitória   | Paraná             |
| Ivan Santos Ruppell                       | ARENA   | 20.537  |            | Chopinzinho        | Paraná             |
| José Muggiati Filho                       | MDB     | 20.467  |            | Curitiba           | Paraná             |
| Aguinaldo Pereira Lima                    | ARENA   | 20.176  |            | Foz do Iguaçu      | Paraná             |
| Adalberto Daros                           | MDB     | 19.863  |            | Andirá             | Paraná             |
| Trajano Bastos                            | MDB     | 19.792  |            | Guarapuava         | Paraná             |
| David Federmann                           | ARENA   | 19.575  |            | Ponta Grossa       | Paraná             |
| Hélio Manfrinato                          | MDB     | 17.355  |            | Londrina           | Paraná             |
| Antonio Facci                             | MDB     | 17.099  |            | Cedral             | São Paulo          |
| Werner Wanderer                           | ARENA   | 16.913  |            | Concórdia          | Santa Catarina     |
| Fuad Nacli                                | ARENA   | 16.841  |            | Guarapuava         | Paraná             |
| Francisco Accioly Rodrigues da Costa Neto | ARENA   | 16.701  |            | Paranaguá          | Paraná             |
| Edílson Alencar Barbosa                   | MDB     | 16.044  |            | Sengés             | Paraná             |
| Luiz Gabriel Guimarães Sampaio            | ARENA   | 15.793  |            | Maringá            | Paraná             |
| Jurandir Avahé Messias                    | ARENA   | 15.549  |            | Antonina           | Paraná             |
| Benedito Lúcio Machado                    | MDB     | 15.227  |            | Jacarezinho        | Paraná             |
| Quielse Crisóstomo                        | ARENA   | 15.140  |            | Bocaiúva do Sul    | Paraná             |
| Alfredo Gulin                             | ARENA   | 15.076  |            | Wenceslau Braz     | Paraná             |
| Jorge Sato                                | ARENA   | 14.699  |            | Toledo             | Paraná             |
| Dácio Leonel de Quadros                   | ARENA   | 14.472  |            | Castro             | Paraná             |
| Paulo Affonso Alves de Camargo            | ARENA   | 14.325  |            | Guarapuava         | Paraná             |
| Gilberto Carvalho                         | ARENA   | 14.196  |            | Bandeirantes       | Paraná             |
| Ezequias Losso                            | ARENA   | 14.099  |            | Marialva           | Paraná             |
| João Leopoldo Jacomel                     | ARENA   | 13.891  |            | Piraquara          | Paraná             |
| Egon Pudell                               | ARENA   | 13.775  |            | Santa Rosa         | Rio Grande do Sul  |
| João Cioni Neto                           | ARENA   | 13.734  |            | Descalvado         | São Paulo          |
| Basilio Zanusso                           | ARENA   | 13.640  |            | José Bonifácio     | São Paulo          |
| Jayme Rodrigues de Carvalho               | MDB     | 13.518  |            | Goioerê            | Paraná             |
| Rosário Pitelli                           | ARENA   | 12.874  |            | Tijucas do Sul     | Paraná             |
| Osório Valter Pietrângelo                 | MDB     | 10.094  |            | Cerro Azul         | Paraná             |
| Lineu Mansani Turra                       | MDB     | 9.617   |            | Matelândia         | Paraná             |
| Otássio Pereira da Silva                  | MDB     | 9.540   |            | Terra Roxa         | Paraná             |
| Ernesto Gnoatto                           | MDB     | 9.457   |            | Ampére             | Paraná             |